# Comostolopsis subsimplex
Comostolopsis subsimplex är en fjärilsart som beskrevs av Louis Beethoven Prout 1913. Comostolopsis subsimplex ingår i släktet Comostolopsis och familjen mätare. Inga underarter finns listade i Catalogue of Life.